# 콜로타이프
콜로타이프(Collotype)는 평판인쇄의 한 방식이다. 두꺼운 유리판 표면에 젤라틴을 먼저 칠하고, 그 위에 또 감광제를 섞은 젤라틴을 칠하여 말리면 판면은 미세한 물결 모양의 주름이 생긴다. 사진 네거티브막을 벗겨 이에 겹쳐 빛을 쬐면, 빛의 강약에 따라 젤라틴의 막면이 굳어진다. 이 유리관을 물에 담그어 글리세린 따위의 약물로 처리하여 지방성 잉크로 인쇄한다. 젤라틴의 막면은 물을 머금어서 인쇄 잉크를 받아들이지 않지만, 감광(感光)한 부분은 감광 정도에 따라 잉크가 부착하여 중간조에서 어두운 부분이 표현되어 연속계조가 인쇄되는 독특한 방식이다.